# Russula pseudoimpolita
Russula pseudoimpolita är en svampart som beskrevs av Sarnari 1987. Russula pseudoimpolita ingår i släktet kremlor och familjen kremlor och riskor.   Inga underarter finns listade i Catalogue of Life.